# Karl Hermann Tjaden
Karl Hermann Tjaden (* 18. Juni 1935 in Norden, Ostfriesland; † 6. März 2021 in Kassel) war ein marxistischer deutscher Soziologe und Politikwissenschaftler, der als Professor für Politische Ökonomie an der Gesamthochschule Kassel lehrte. Er war akademischer Schüler von Wolfgang Abendroth und galt als Vertreter der Marburger Schule der Politikwissenschaft.

## Leben
Tjaden studierte Soziologie, Politikwissenschaft und Volkswirtschaftslehre an der Universität Münster, der Universität Frankfurt am Main und der Universität Marburg. Ebendort wurde er 1963 promoviert und nach Tätigkeit als Wissenschaftlicher Assistent 1969 habilitiert. Seit 1970 war er als Nachfolger von Werner Hofmann ordentlicher Professor in Marburg, seit 1974 in Kassel.
In den Jahren 1978 bis 1979 sowie 2005 bis 2009 gehörte Tjaden dem Vorstand des Bund demokratischer Wissenschaftlerinnen und Wissenschaftler an.
Er war verheiratet mit Margarete Tjaden-Steinhauer, mit der er häufig gemeinsam publizierte.
Tjaden starb im Alter von 85 Jahren in Kassel.

## Schriften (Auswahl)
- Struktur und Funktion der KPD-Opposition (KPO), Königstein/Taunus: Anton Hain Verlag, 1964. Unveränderter Nachdruck Hannover: SOAK-Verlag, 1983, ISBN 3-88209-051-0.
- Soziales System und sozialer Wandel. Untersuchungen zur Geschichte und Bedeutung zweier Begriffe, Stuttgart: Enke, 1969 (Habilitationsschrift Universität Marburg), auch als gekürzte Taschenbuchausgabe, München: Deutscher Taschenbuch-Verlag, 1972, ISBN 3-423-04127-7.
- Soziale Systeme. Materialien zur Dokumentation und Kritik soziologischer Ideologie, Neuwied; Berlin: Luchterhand, 1971 (Herausgeber)
- Struktur und Funktion der "KPD-Opposition" (KPO). Eine organisationssoziologische  Untersuchung zur Rechtsopposition im deutschen Kommunismus zur Zeit der Weimarer Republik, Hannover: SOAK-Verlag, 1983, ISBN 3-88209-051-0.
- Mensch – Gesellschaftsformation – Biosphäre. Über die gesellschaftliche Dialektik des Verhältnisses von Mensch und Natur, 2. Auflage, Marburg: Verlag Arbeit und Gesellschaft, 1992, ISBN 3-89419-022-1.
- Gesellschaft von Olduvai bis Uruk. Soziologische Exkursionen, Kassel: Jenior und Pressler, 1998 (gemeinsam mit Margarete Tjaden-Steinhauer und Lars Lambrecht), ISBN 3-928172-82-4.
- Gesellschaft von Rom bis Ffm. Ungleichheitsverhältnisse in West-Europa und die iberischen Eigenwege, Kassel: Jenior, 2001 (gemeinsam mit Margarete Tjaden-Steinhauer und einer Diskussion über Anfänge gesellschaftlicher Ungleichheit von Frigga Haug), ISBN 3-934377-60-2.